# Бронный приказ
Бронный приказ —  военно-административное учреждение, орган военного управления, в России, впервые упоминается при Иване IV. Приказ помимо военно-административных функций имел ещё и судебные функции.
На обязанности этого приказа лежало изготовление брони, шлемов, сабель, луков, самострелов и т. п., в его ведении были и мастера этого дела.